# Іглиця товсторила
Іглиця товсторила (Syngnathus variegatus) — вид морських іглиць, що мешкає в Чорному і Азовському морях. Морська демерсальна яйцеживородна риба.
В Україні поширена в Одеській, Тендровській і Каркінітській затоках та біля берегів Криму. Присутня в Керченській протоці. Екологія виду погано вивчена. Зустрічається на кам'янистих ділянках, серед заростей макрофітів, особливо Cystoseira, на глибинах 10-15 м.